# 安曇野市立穂高西中学校
安曇野市立穂高西中学校（あづみのしりつ ほたかにしちゅうがっこう）は、長野県安曇野市穂高にある公立中学校。

## 設置者
- 安曇野市

## 沿革
2001年4月に旧穂高町立穂高中学校が東西2校に分割されたうち、新校地に設立された。（穂高東中学校は旧校地に設立）。

## 通学区域
- 安曇野市のうち穂高有明地区、穂高牧地区のほぼ全域、及び穂高柏原地区、穂高北穂高地区の一部[1]